# Dave Mustaine
David Scott "Dave" Mustaine, född 13 september 1961 i La Mesa, Kalifornien, är en amerikansk musiker, kompositör, sångare och gitarrist.
Mustaine är sedan tidigt 1980-tal en framstående heavy metal-gitarrist, låtskrivare, och sångare. Som frontfigur i Megadeth och före detta medlem i Metallica (1981-1983) har han kommit att anses som banbrytande inom genren thrash metal. Mustaine är känd som en skicklig musiker, men har haft missbruksproblem med samarbetssvårigheter och humörsvängningar som följd. På grund av en rad konflikter inom Megadeth har bandets medlemmar bytts ut ett antal gånger, och idag är Mustaine och David Ellefson, som återförenades med bandet 2010, de enda ursprungliga medlemmarna i Megadeth.
Mustaine är huvudkompositör i Megadeth och har skrivit det mesta av bandets utgivna material, men även andra bandmedlemmar som Marty Friedman och David Ellefson har varit delaktiga i låtskrivandet. Mustaine har också andra meriter på sin lista. Under sin tid i Metallica bidrog han till musikskrivandet och står som medförfattare till totalt sex låtar på albumen Kill 'Em All och Ride the Lightning. Mustaine själv hävdar att antalet låtar han har varit med om att skriva och komponera är fler, inklusive "Leper Messiah" från Master of Puppets, men där går åsikterna isär.
År 1996 släppte Mustaine albumet The Craving med sidoprojektet MD.45.
Dave Mustaine är numera bekännande kristen och drogfri. Han har en son, Justis,  född 1992 och en dotter, Electra född 1998.
2019 diagnostiserades Mustaine med strupcancer och bandet ställde in flera spelningar.

## Uppväxt
Dave Mustaine föddes i La Mesa, Kalifornien och växte upp i olika städer i delstaten. Hans mamma uppfostrade honom och hans äldre systrar då hans far, John Mustaine, var en alkoholist som försvann ur Daves liv efter bara några år. Som tonåring började Mustaine sälja droger för att försörja sig själv och för att fly undan sin familj, som var Jehovas vittnen trots att mamman var av Tysk-Judisk börd. Det var under denna tid Mustaine blev introducerad till hårdrocken av en av sina kunder, och Mustaine bildade i början på 1980-talet bandet Panic. Bandet hade ett fåtal spelningar innan en ljudtekniker och bandets trummis dog i en bilolycka, vilket splittrade bandet.
Efter det gick Mustaine med i Metallica, ett på den tiden nytt band tillsammans med Lars Ulrich, James Hetfield och Ron McGovney. Mustaines aggressiva personlighet förde dock med sig konflikter, särskilt med McGovney, som Mustaine inte tålde. Han blev på ett fåtal tillfällen våldsam mot Hetfield och McGovney efter att ha druckit för mycket. Efter att ha spelat in ett fåtal demon och lagt till basisten Cliff Burton i bandets lineup reste gruppen österut för att spela in sitt debutalbum Kill 'em All. Några veckor efter bandet nått New York väckte bandet Mustaine med att avskeda honom och att ge honom biljetten till en fyra dagars bussresa hem till Kalifornien. Han blev snabbt därefter ersatt av Kirk Hammett. Under resan skrev en rasande Mustaine ett smått antal sångtexter och kom även på namnet Megadeth, efter en politisk flygsedel som varnade om risken för "Megadeath", ett scenario då över 1 miljon människor förlorar livet som resultat av kärnvapen.

## Utrustning
Gitarrer och tillbehör
- Dean Dave Mustaine Signature VMNT Models
- Dean Dave Mustaine Signature Zero Models
- Seymour Duncan Dave Mustaine Live Wire Pick Ups
- Dunlop .73mm Picks
- GHS Dave Mustaine Progressive Strings 10-52

Förstärkare
- Marshall JVM410 100W Amp Head
- Fractal Axe FX Ultra Preamp
- DigiTech GSP1101 Preamp
- Marshall EL34 100/100 Dual Monobloc Power Amp
- Marshall Dave Mustaine Signature 1960DM Cabinets With Celestion Speakers

Andra effekter
- Rocktron All Access Controller
- Furman PL Plus Power Conditioner
- Mogami Cables
- Whirlwind MultiSelector
- Shure UHF-R Wireless Guitar System
- Ebtech Hum Eliminator